# Tunneldiode
En tunneldiode eller Esaki-diode er en diode som på en lille del af sin overføringsfunktion har en negativ differentiel modstand. Leo Esaki opdagede diodetypen i 1957, heraf navnet Esaki-diode.

Forspændes en tunneldiode til at arbejde, hvor den har negativ modstandskarakteristik, vil den f.eks. kunne ophæve en svingningskreds tabsmodstand og derved forstærke, så resultatet er en tunneldiode oscillator, en superregenerative modtager - eller tunneldiode forstærker.